# 岩本和久
岩本 和久（いわもと かずひさ、1967年 - ）は、日本のロシア文学者、翻訳家。札幌大学教授。

## 人物・来歴
1990年東京大学文学部西洋近代語近代文学専修課程卒業。
1996年同大学院人文社会系研究科博士課程修了、「脆弱な「私」の肖像 オレーシャの作品にみる自己愛と同一化」で文学博士。稚内北星学園大学助教授、教授、札幌大学教授。

## 著書
- 『沈黙と夢 作家オレーシャとソヴィエト文学』(群像社、ロシア作家案内シリーズ） 2003.11
- 『トラウマの果ての声 新世紀のロシア文学』（群像社） 2007.12
- 『情報誌の中のロシア 文化と娯楽の空間』(東洋書店、ユーラシア・ブックレット） 2008.6
- 『フロイトとドストエフスキイ 精神分析とロシア文化』(東洋書店、ユーラシア選書） 2010.8

## 翻訳
- 『消えた太陽』（アレクサンドル・グリーン、沼野充義共訳、国書刊行会） 1999.6
- 『たゆたう春 夜』（イワン・ブーニン、吉岡ゆき,橋本早苗,田辺佐保子,望月恒子,坂内知子共訳、群像社、ブーニン作品集3） 2003.7
- 『寝台特急黄色い矢 作品集「青い火影」 2』（ヴィクトル・ペレーヴィン、中村唯史共訳、群像社） 2010.12
- 『ブーニン作品集 1』（イワン・ブーニン、望月哲男,利府佳名子,坂内知子共訳、群像社） 2014.3
- 『地獄の裏切り者』（パーヴェル・ペッペルシテイン、水声社） 2022

## 論文
- <岩本和久